# Gran Premio motociclistico di Finlandia 1967
Il Gran Premio di Finlandia fu il nono appuntamento del motomondiale 1967.
Si svolse il 6 agosto 1967 a Imatra, e corsero le classi 125, 250, 500 e sidecar.
Giacomo Agostini vinse in 500; Mike Hailwood, partito male, finì la gara cadendo a causa della pioggia battente.
Hailwood si rifece vincendo in 250 grazie ai ritiri di Phil Read e Ralph Bryans.
In 125 vittoria per Stuart Graham.
Nei sidecar Klaus Enders confermò il titolo con una nuova vittoria.

## Classe 500

### Arrivati al traguardo
| Pos. | Pilota            | Moto              | Tempo        | Punti |
| ---- | ----------------- | ----------------- | ------------ | ----- |
| 1    | Giacomo Agostini  | MV Agusta         | 1h 09' 55" 4 | 8     |
| 2    | John Hartle       | Metisse-Matchless | +1' 21" 3    | 6     |
| 3    | Billie Nelson     | Norton            | +2' 28" 1    | 4     |
| 4    | Bosse Granath     | Metisse-Matchless | +1 giro      | 3     |
| 5    | Fred Stevens      | Hannah Paton      | +1 giro      | 2     |
| 6    | Maurice Hawthorne | Norton            | +1 giro      | 1     |
| 7    | Lewis Young       | Metisse-Matchless |              |       |
| 8    | Keith Turner      | Matchless         |              |       |
| 9    | John Dodds        | Norton            |              |       |
| 10   | Jack Saunders     | Matchless         |              |       |
| 11   | Hannu Kuparinen   | Matchless         |              |       |
| 12   | Oliver Howe       | Norton            |              |       |

### Ritirati
| Pilota           | Moto              | Motivo ritiro |
| ---------------- | ----------------- | ------------- |
| Herbert Denzler  | Aermacchi         |               |
| Pentti Lehtelä   | Norton            |               |
| Rodney Gould     | Norton            |               |
| Gyula Marsovszky | Matchless         |               |
| Mike Hailwood    | Honda             | caduta        |
| Kel Carruthers   | Metisse-Matchless |               |
| Eric Hinton      | Norton            |               |
| Frank Mumford    | Norton            |               |

## Classe 250

### Arrivati al traguardo
| Pos | Pilota           | Moto         | Tempo        | Punti |
| --- | ---------------- | ------------ | ------------ | ----- |
| 1   | Mike Hailwood    | Honda        | 1h 04' 52" 4 | 8     |
| 2   | Bill Ivy         | Yamaha       | +1' 39" 1    | 6     |
| 3   | Derek Woodman    | MZ           | +2 giri      | 4     |
| 4   | Gyula Marsovszky | Bultaco      | +2 giri      | 3     |
| 5   | Fred Stevens     | Hannah Paton | +3 giri      | 2     |
| 6   | Malcolm Stanton  | Aermacchi    | +3 giri      | 1     |

## Classe 125

### Arrivati al traguardo
| Pos | Pilota           | Moto     | Tempo     | Punti |
| --- | ---------------- | -------- | --------- | ----- |
| 1   | Stuart Graham    | Suzuki   | 55' 15" 9 | 8     |
| 2   | Bill Ivy         | Yamaha   | +1' 43"   | 6     |
| 3   | Dave Simmonds    | Kawasaki | +1 giro   | 4     |
| 4   | Jürgen Lenk      | MZ       | +1 giro   | 3     |
| 5   | Kel Carruthers   | Honda    | +1 giro   | 2     |
| 6   | Hartmut Bischoff | MZ       | +2 giri   | 1     |

## Classe sidecar

### Arrivati al traguardo
| Pos | Pilota             | Passeggero        | Moto | Tempo     | Punti |
| --- | ------------------ | ----------------- | ---- | --------- | ----- |
| 1   | Klaus Enders       | Ralf Engelhardt   | BMW  | 53' 26" 5 | 8     |
| 2   | Johann Attenberger | Josef Schillinger | BMW  | +1' 08" 3 | 6     |
| 3   | Georg Auerbacher   | Eduard Dein       | BMW  | +3' 06" 9 | 4     |
| 4   | Hans Hänni         | Kurt Barfuss      | BMW  | +2 giri   | 3     |
| 5   | Bertil Persson     | Berndt Äström     | BMW  | +2 giri   | 2     |
| 6   | Ruben Bjarnemark   | Lennart Rägmo     | BMW  | +2 giri   | 1     |

## Fonti e bibliografia
- "Motor" n° 31 del 4 agosto 1967, pag. 877, su motorracehistorie.nl. URL consultato il 1º luglio 2011 (archiviato dall'url originale il 4 marzo 2016).
- Risultati della 500 su autosport.com, su autosport.com.